# Ixodes semenovi
Ixodes semenovi är en fästingart som beskrevs av Olenev 1929. Ixodes semenovi ingår i släktet Ixodes och familjen hårda fästingar. Inga underarter finns listade i Catalogue of Life.